# آگوستوس پیت ریورز
آگوستوس پیت ریورز (انگلیسی: Augustus Pitt Rivers; ۱۴ آوریل ۱۸۲۷ – ۴ مهٔ ۱۹۰۰) نظامی و دانشمند در زمینه انسان‌شناسی اهل پادشاهی متحد بریتانیای کبیر و ایرلند بود. وی همچنین برندهٔ جوایزی همچون همکار انجمن سلطنتی شده‌است.